# Б'єрн Якоб
Б'єрн Якоб (нім. Björn Jacob; нар. 3 грудня 1974) — колишній німецький тенісист.
Найвищу одиночну позицію світового рейтингу — 416 місце досяг 21 жовтня 1996, парну — 248 місце — 8 вересня 1997 року.

## Титули ATP Челленджер

### Парний розряд: (1)
| Ранг | Дата     | Турнір                  | Покриття | Партнер          | Суперники                        | Рахунок       |
| ---- | -------- | ----------------------- | -------- | ---------------- | -------------------------------- | ------------- |
| 1.   | Сер 1997 | Nettingsdorf Challenger | Ґрунт    | Міхаель Кольманн | Томас Бухмаєр Томас Штренґберґер | 6–2, 3–6, 6–3 |